# Frutto acerbo (fumetto)
Frutto acerbo (Cosecha verde), è una serie a fumetti realizzata tra il 1989 e il 1991 per la rivista argentina Puertitas, ma richiesta direttamente per il mercato italiano. È uno dei più interessanti risultati della collaborazione tra lo scrittore Carlos Trillo e il disegnatore Domingo Mandrafina. In particolare il taglio della sceneggiatura, che è il rincorrersi delle diverse voci narranti degli intriganti protagonisti e dei comprimari, rende la vicenda ritmata e coinvolgente, e il disegno è al massimo dell'espressione di Mandrafina (seppure penalizzato dal colore nell'edizione in volume).

## Trama
La storia si svolge a La Colonia, un paese del Sud America governato da un'eterna dittatura. Il tiranno inganna il popolo del suo paese con una menzogna: sua nipote, la Vergine Intoccata, con la quale ha rapporti sessuali, è una vergine incontaminata e miracolosa, un inganno che mantiene con la complicità di uno scrittore, e che serve a promuovere la castità come virtù, al fine di evitare la prolificazione del "popolino". Solo alcuni misteriosi guerriglieri, persi tra le montagne, conoscono la verità.
Un'avventura di respiro denso, di dialoghi barocchi, di caldo noioso, di sonnellini prolungati. Un lungo bolero che, in 126 pagine, racconterà la vera storia di Donaldo Reynoso, un ex poliziotto senza successo, che ebbe la sventura (tra le altre disgrazie) di incontrare Malinche Centurión, la Vergine Intoccata, una creazione di prim'ordine dovuta alla penna di Melitón Bates, il genio del teatro radiofonico. Quasi tutto è falso a La Colonia: il potere del grande burattinaio, la pietà del vescovo, la verginità dell'eroina. Tuttavia, la storia respira - quando la lasciano respirare - tutta la sua verità.
Ennesima riflessione sul potere, anche dei media, e sulla responsabilità degli intellettuali, Frutto Acerbo gioca con gli stereotipi e le psicologie dei protagonisti, creandone di indimenticabili.
In Italia è stato pubblicato in origine sulla rivista Lanciostory, vede poi la luce in due volumi (numeri 46 e 60) della collana Euracomix, ancora reperibili.